# Testy dynamiczne
Testy dynamiczne polegają na testowaniu działania całości lub części programu poprzez uruchamianie i porównywanie danych wyjściowych z oczekiwanymi. Testy dynamiczne są najczęściej wykonywane po testach statycznych.

## Podział testów dynamicznych
- testy strukturalne - odwołujące zakres testów do wiedzy o budowie kodu;
- testy funkcjonalne - testujące oprogramowanie pod kątem spełnienia wymaganych założeń.